# 李勋 (1987年)
李勋（리훈，1987年8月7日—），男，朝鲜族，吉林省珲春市人，中国足球运动员，司职前锋。

## 生平
李勋是延边大学2007级学生。他在中国大学生足球联赛中表现出众，被评为2011年大学生超级联赛北区最佳球员，与新疆球员艾斯哈尔并列为最佳射手。赛后，他被征调到北京理工队，选入中国代表队，备战第26届世界大学生夏季运动会，同时参加中国足球甲级联赛。大运会中国队与巴西队的比赛中，李勋打进两球。2014年，他回到延边，加盟延边长白虎。那个赛季，延边队内还有一名1992年出生的同名球员。为了区分，1987年出生的李勋被称为大李勋。